# NGC 6657
NGC 6657 је спирална галаксија у сазвежђу Лира која се налази на NGC листи објеката дубоког неба.
Деклинација објекта је + 34° 3' 39" а ректасцензија 18h 33m 1,5s. Привидна величина (магнитуда) објекта NGC 6657 износи 13,7 а фотографска магнитуда 14,4. NGC 6657 је још познат и под ознакама UGC 11271, MCG 6-41-3, CGCG 201-8, IRAS 18312+3401, PGC 62019.